# Abyek
Ābyek (farsi آبیک) è il capoluogo dello shahrestān di Abyek, circoscrizione Centrale, nella provincia di Qazvin in Iran. Aveva, nel 2006, una popolazione di 47.233 abitanti. La città si trova nella parte orientale della provincia, accanto all'autostrada che conduce da Qazvin a Teheran.